# KAO Dramas
KAO Dramas (KAOD) (griechisch ΚΑΟ Δράμας) ist eine griechische Basketballmannschaft.

## Geschichte
KAO Dramas wurde 1989 gegründet, nachdem zuvor die Abspaltung vom ebenfalls in Drama ansässigen Verein AO Dramas erfolgt war. Dies geschah nur ein Jahr nachdem man zusammen die Meisterschaft 1988 in der Gamma Ethniki erreichen konnte. In den folgenden Jahren durchlief der noch junge Verein in kürzester Zeit sämtliche griechische Ligen und schaffte sogar den Sprung in die damalige A1 Ethniki, der höchsten Spielklasse Griechenlands.
1999 gewann KAOD die Meisterschaft der Beta Ethniki und stieg erstmals in die A2 Ethniki auf. Zwei Jahre später stieg der Verein als Meister der zweiten Liga in die A1 Ethniki auf. Nach Abstiegen bis in die dritte Liga stieg KAOD 2011 abermals als Meister in die höchste Liga auf.
Für die Saison 2015/16 beantragte der Klub keine Lizenz für die Basket League und stieg damit aus der obersten Spielklasse ab. Zudem wurde Mitte September 2015 bestätigt, dass der Verein zur beginnenden Saison an keinem weiteren überregionalen Wettbewerb mehr teilnehmen wird. Somit stieg der Verein in die entsprechende Bezirksliga ab.

## Heimstätte
Seine Heimspiele trägt KAOD in der 1997 errichteten Sporthalle „Dimitrios Krachtidis“ aus. Die 1.600 Zuschauer fassende Halle gehörte zu den kleinsten der A1 Ethniki und war 1999 gastgebend für zwei EM-Qualifikationsspiele gegen Belgien und Deutschland. 2002 wurde hier das griechische All-Star Game ausgetragen.

## Bedeutende oder bekannte ehemalige Spieler
- Manolis Papamakarios
- Evangelos Vourtzoumis
- Alexis Spyridonidis